# Csarodai református templom
A csarodai református templom a Csaroda patak által kialakított kis szigeten áll: a beregi Tiszaháton, az egykor mocsaras, vadvizes területből kiemelkedő szárazulat kisebb magaslatán épült a kicsiny, alig hatszáz lelkes falucska középkori eredetű református temploma.
A község belterületének déli részén helyezkedik el; a 41-es főút és a 4124-es út körforgalmú csomópontjától dél felé kiágazva, a falu belső utcáin (József Attila utca, Kossuth Lajos utca) közelíthető meg.

## A templom rövid története
A 13. század végén épült templom a Káta nemzetséghez köthető. A 16. század folyamán került a reformátusok birtokába. A templom részleges helyreállítására 1901/2-ben került sor, ekkor konzerválták a szentélyben és a diadalíven előkerült középkori falfestményeket. Nagyobb szabású műemléki kutatásra és helyreállításra 1971-1975 között került sor. Ekkor találták meg és konzerválták az alakos falfestményeket és a népies festés addig letakart nagy felületeit is akkor tették láthatóvá. A megrongálódott tetőt, a homlokzat fölújítását és a falképek restaurálását a millenniumi műemlék helyreállítások keretében végezték el.

## A templom építészete
A terméskő alapozású, téglából épült templom hosszúkás hajójához a keleti oldalon csatlakozik a négyzetes, saroktámpilléres szentély, amelynek északi oldalán valaha sekrestye állt. A magas, jó arányú templom hangsúlyos része a nyugati homlokzat, amelyen egyetlen kicsiny, félköríves résablak nyílik. Az oromzatot mintegy megkoronázza, az annak folytatásaként égbe törő, tornácos, zsindellyel fedett, karcsú sisakos torony, amelynek falát két szinten ikerablakok törik át.
A szűk toronyban sohasem függött harang, hanem a 18. században a templomtól keletre egyszerű fából ácsolt harangtornyot építettek. A déli oldalon nyílik a templom bejárata, a félköríves, kettős lépcsőzésű kapun keresztül, melynek ajtaja 18. századi. A déli falat két nagyobb és közöttük egy kisebb, félköríves záródású ablak töri át (egykori festett díszük töredékei is előkerültek). A 17. században széles körben elterjedt magyaros motívumok (szívvirág, levélcsokor meg nefelejcs) valaha bizonyára az egész falfelületet beborították. Az északi falon nincs ablak.

## Templombelső
A templomba belépve balra a nyugati fal mentén húzódó karzatot láthatjuk, amelyet két vaskos oszlop tart. A karzat alatt találjuk Rhédey Ferenc feliratos fa epitáfiumát (1758). A döngölt agyag padlójú templom 1777-ben készült, minta nélküli kazettás famennyezete valaha a reformátusok által fehérre meszelt templom hangsúlyos eleme volt, a díszes, csigás koronájú (1770-ben készült) szószékkel együtt.
A templom falát 1642-ben hímzésre emlékeztető, virágos-leveles kék-vörös népi motívumokkal festették ki. Amióta föltárták és restaurálták a középkori freskókat, azóta megváltozott a templombelső hangulata. A keresztboltozatú szentélyt a hajótól enyhén csúcsosodó diadalív választja el. A templom különleges értékei közé tartoznak a helyreállítás során megtalált freskók: János evangélista, Koma és Damján, Pál és Péter apostol alakja látható a szószék mögötti falfelületen, a diadalíven és a szentélyben sorakoznak az apostolok képei.

## Látogatóközpont
2024 szeptembere óta a közeli használaton kívülivé vált református iskolaépület helyén turisztikai célú látogatóközpontot hoztak létre, mely működésével a templomot szolgálja. 
A látogatóközpontot 75 millió forintból a Tiszántúli Református Egyházkerület hozta létre EU-s támogatással. Az "igényes, informatív és hívogató" központ létjogosultságát megalapozta, hogy Európában nincs még egy ilyen kis területű régió, ahol egységnyi területen ennyi középkori templom lenne, mint itt. Ezek között három Europa Nostra-díjas templom is van, a gyügyei, a szamosújlaki és a sonkádi, melyek egyedülálló értéke a csarodaival kiegészülve indokolta a látogatóközpont létesítését.
Az ide látogató tájékoztatást kaphat a Felső-Tisza-vidék komplex turisztikai kínálatáról és elérhető szolgáltatásairól csakúgy, mint A középkori templomok
útjaként ismert, egyházi műemléképületeket magában foglaló tematikus útvonalról.

## Külső képek

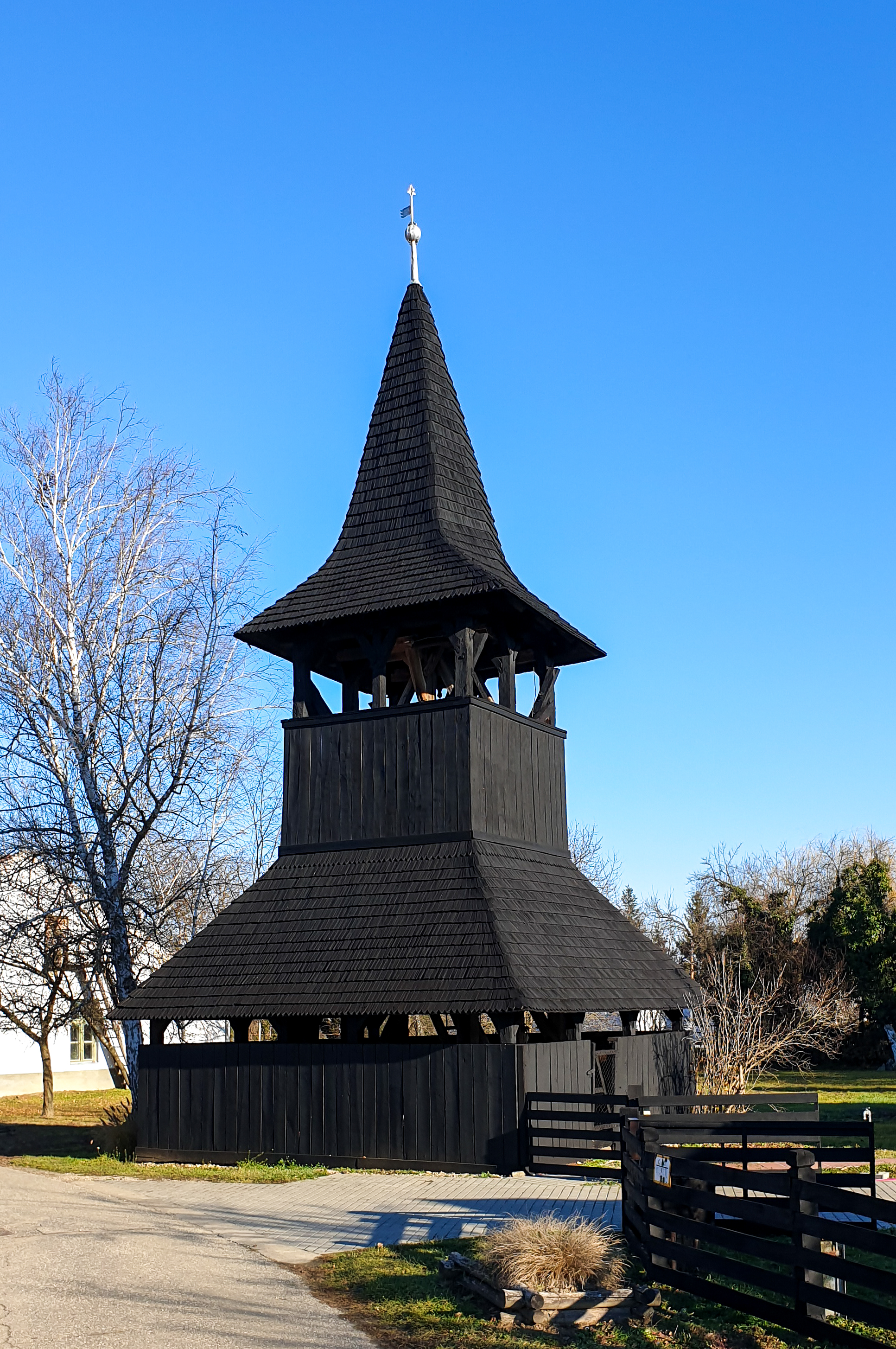
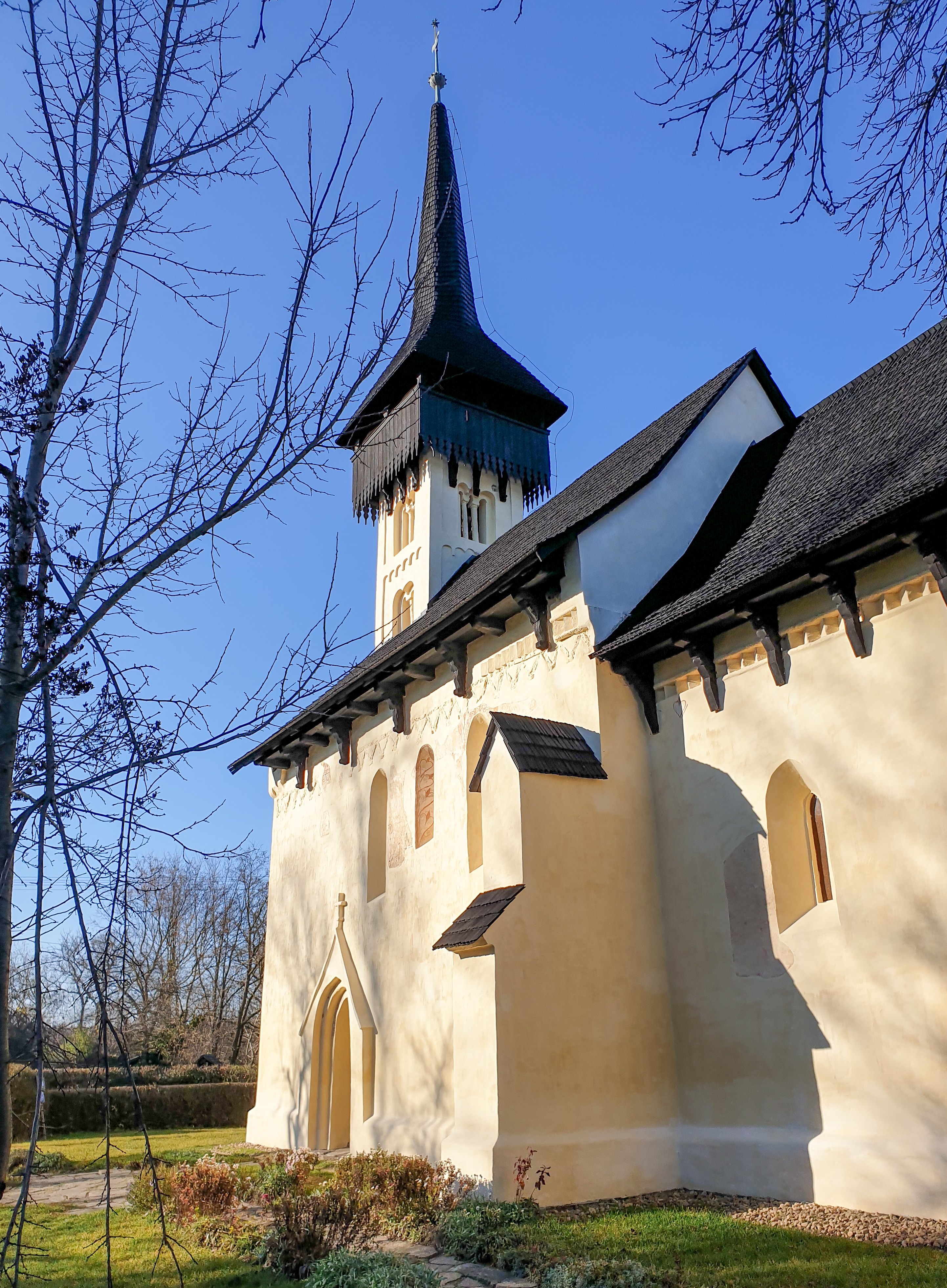
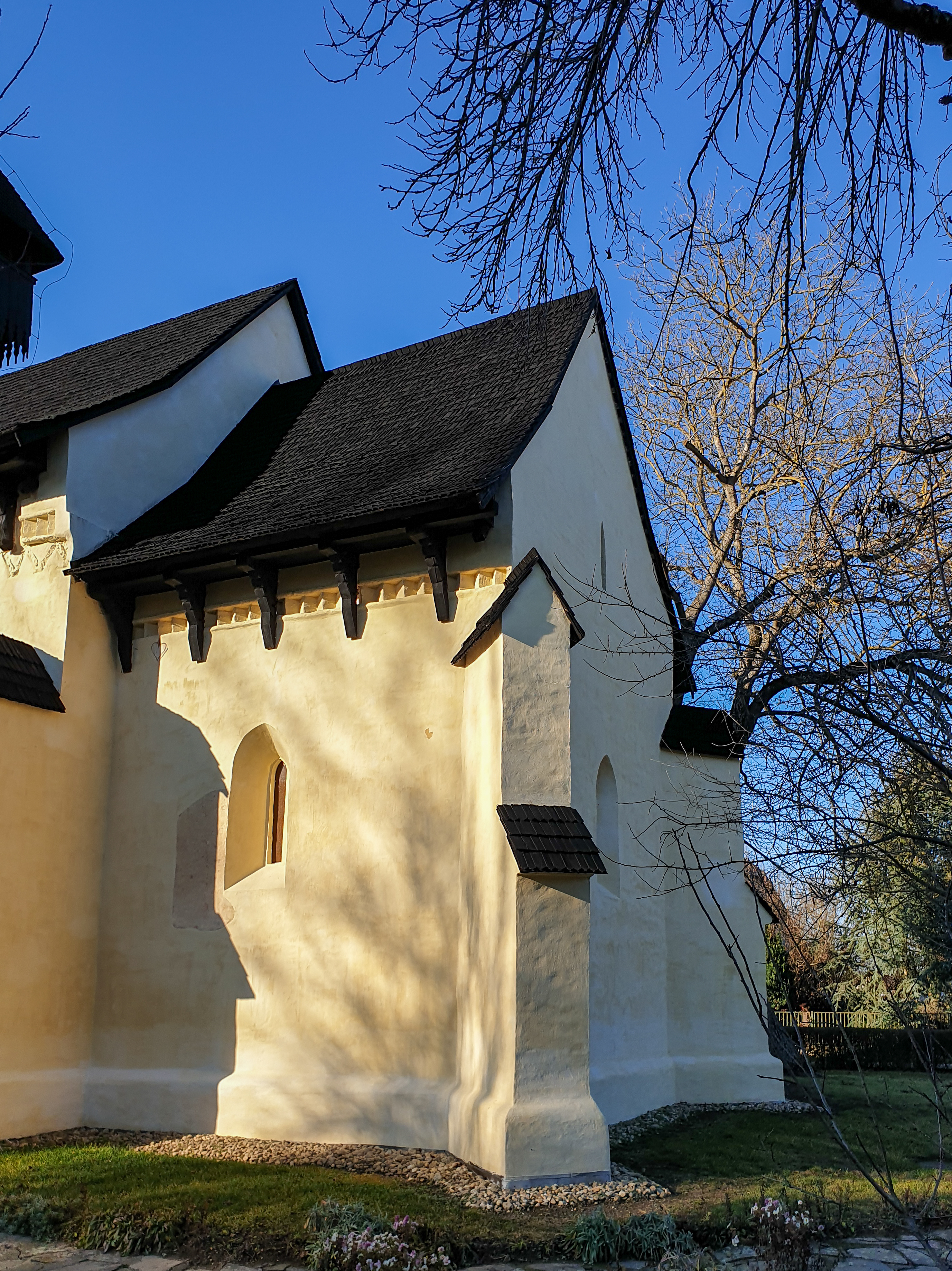
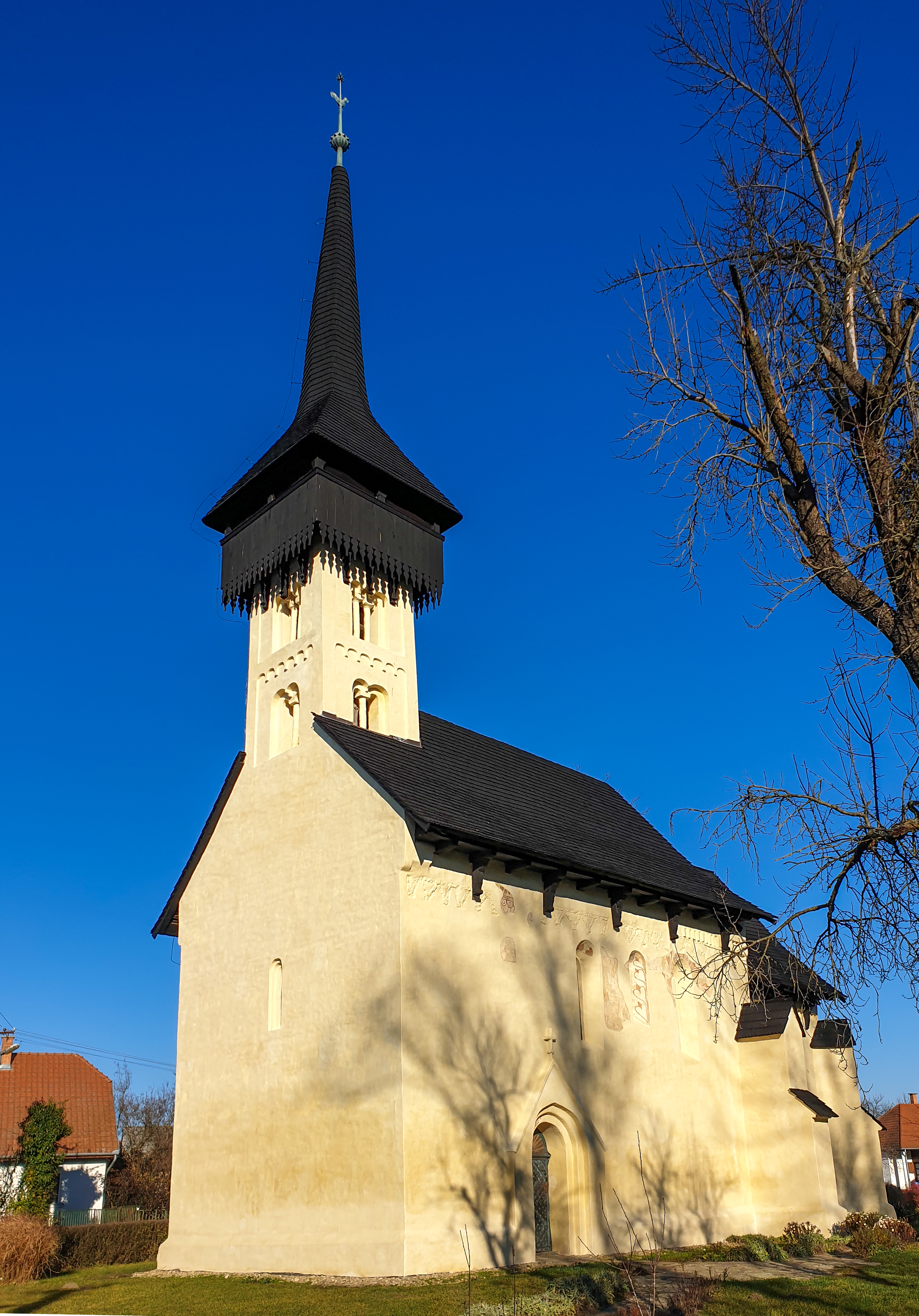

## Belső képek

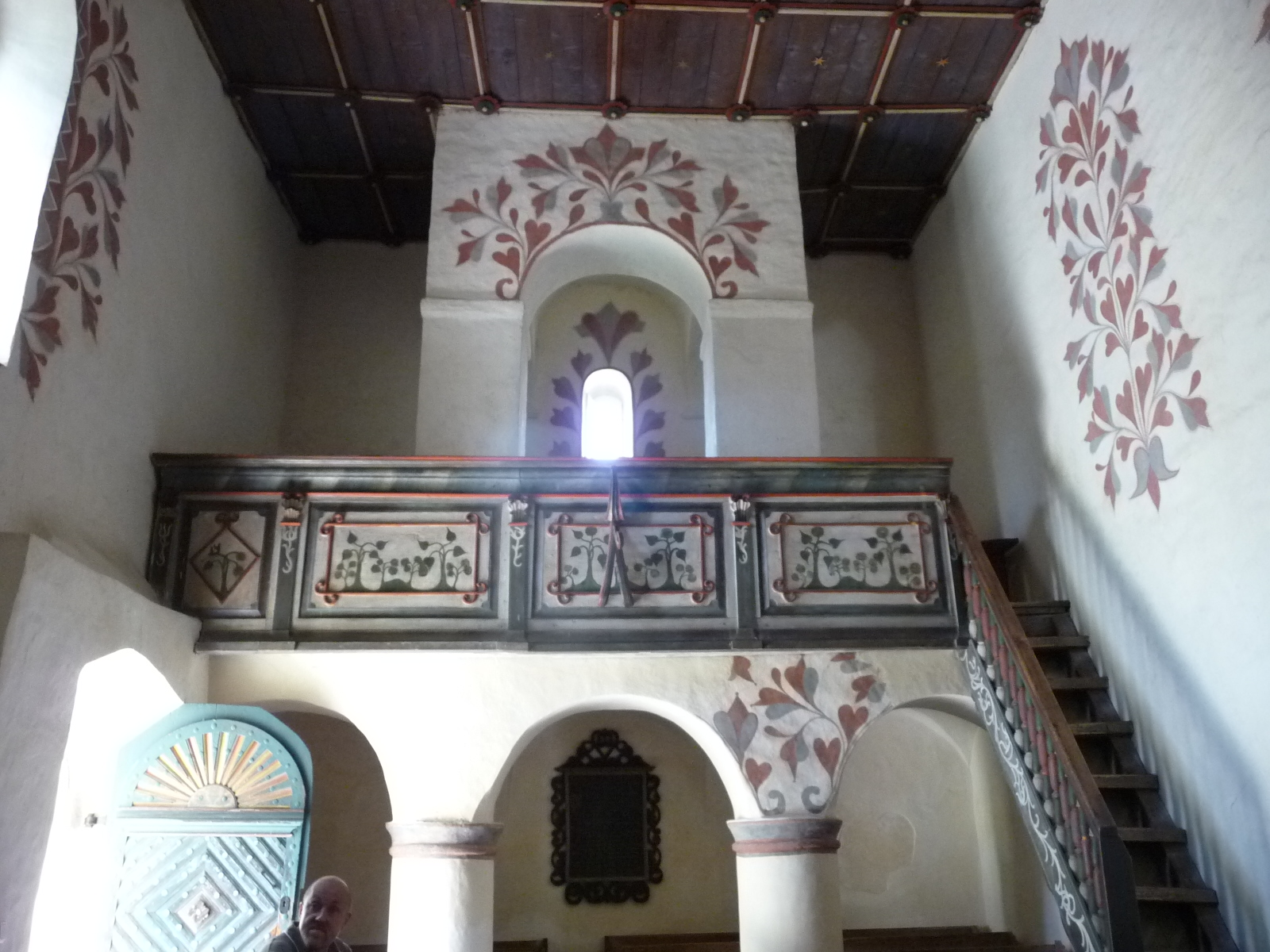
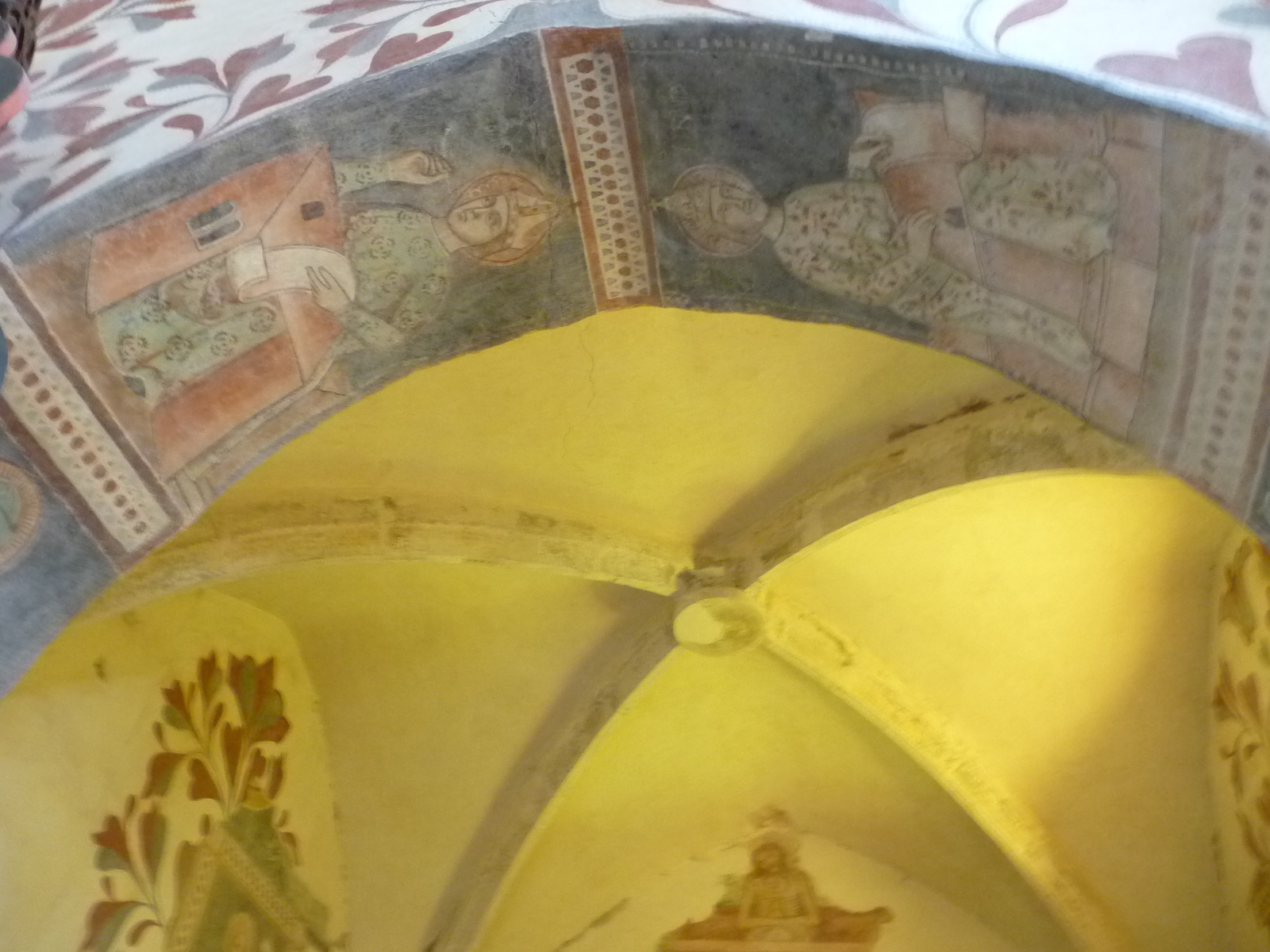
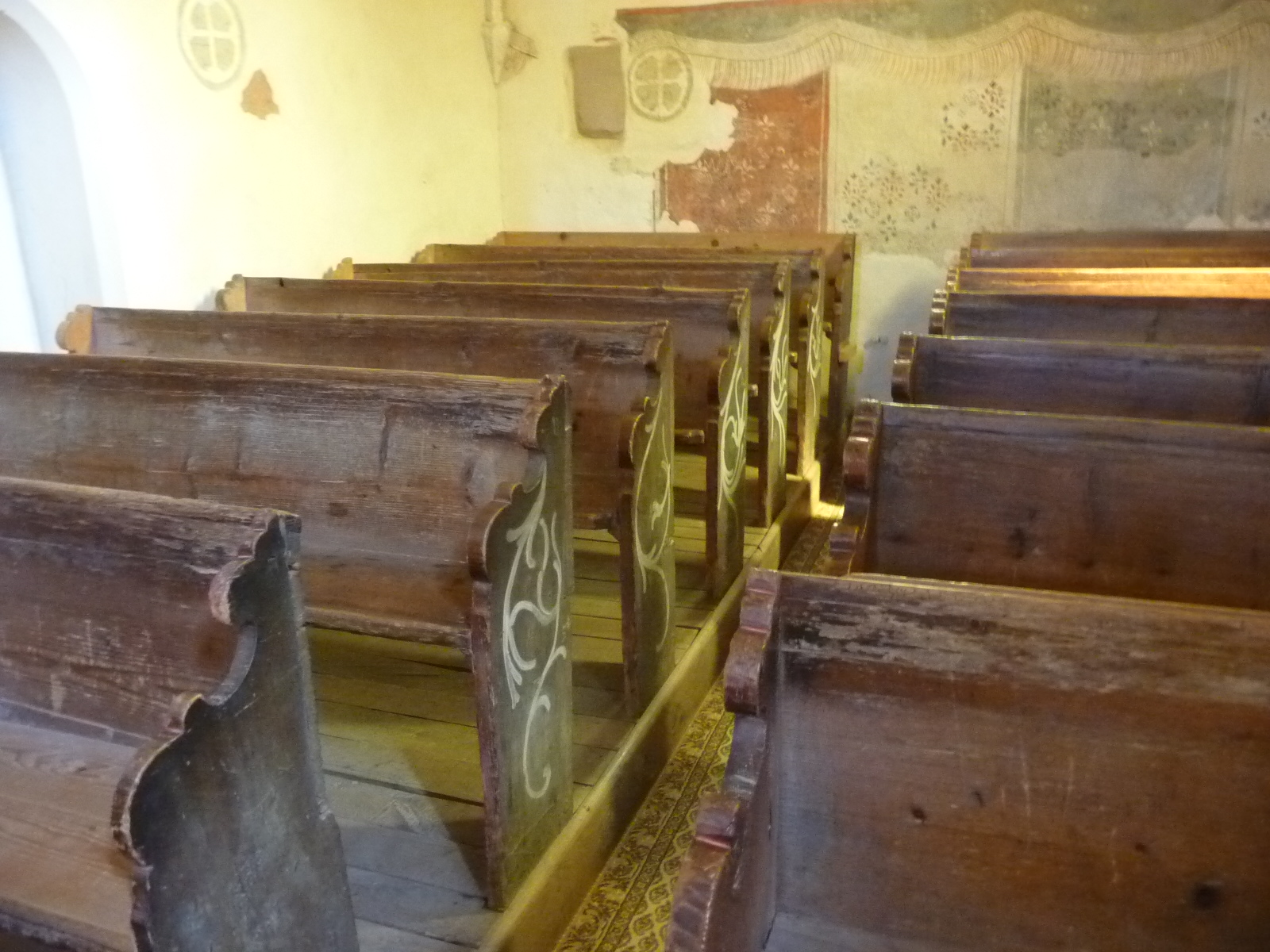
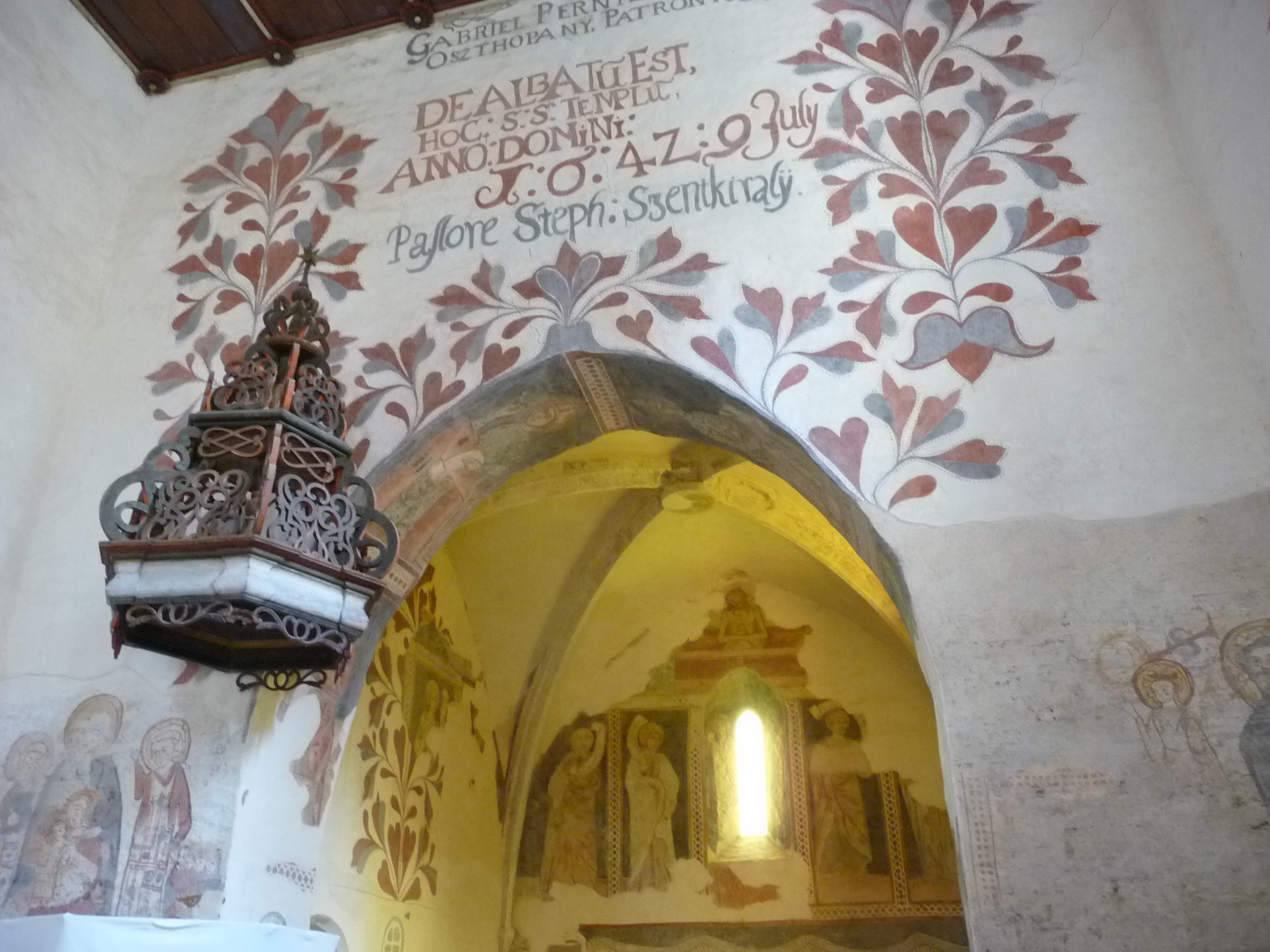